# Coupe des champions CONMEBOL–UEFA
La Coupe des champions CONMEBOL–UEFA, surnommée Finalissima et anciennement connue sous les noms de Coupe intercontinentale des nations ou Coupe Artemio-Franchi, est une compétition intercontinentale de football organisée par la CONMEBOL et l'UEFA. Cette compétition se résumant à un match unique entre le vainqueur du Championnat d'Europe et celui de la Copa América a connu deux éditions (en 1985 puis 1993) avant une longue mise en veille qui a duré près de 30 ans. Le retour de la compétition avec l'organisation de futurs matchs entre les deux champions continentaux en titre est annoncé en 2021 par la CONMEBOL et l'UEFA.
La France remporte la première édition, en 1985 au Parc des Princes. Les deux suivantes, en 1993 et 2022, sont remportées par l'Argentine au Stade José María Minella puis à Wembley.

## Histoire

### Premières éditions et abandon
Créée en 1985, cette compétition disputée sur un seul match porte alors le nom de Coupe intercontinentale des nations, ou « Coupe Artemio Franchi », du nom donné au trophée en hommage à Artemio Franchi, ancien président de l'UEFA décédé dans un accident de la route en 1983. Elle est organisée conjointement entre la CONMEBOL et l'UEFA et est l'équivalent pour les équipes nationales de la Coupe intercontinentale des clubs, disputée entre les vainqueurs de la Ligue des champions de l'UEFA et de la Copa Libertadores.
La compétition devait se dérouler tous les quatre ans, le lieu alternant entre l'Europe et l'Amérique du Sud. La coupe est disputée pour la première fois en 1985, entre le vainqueur du championnat d'Europe 1984 et celui de la Copa América 1983. La France accueille ainsi l'Uruguay en août 1985 au Parc des Princes à Paris et s'impose 2-0. Le match n'a pas eu lieu quatre ans plus tard car les Pays-Bas (champions d'Europe 1988) et l'Uruguay (vainqueur de la Copa América 1987) n'ont pas pu s'entendre pour fixer une date. L'édition suivante a donc lieu en 1993 et voit se rencontrer les vainqueurs de la Copa América 1991 et du championnat d'Europe 1992. L'Argentine, reçoit le Danemark au stade José María Minella à Mar del Plata et remporte le trophée 5-4 aux tirs au but après un match nul 1-1 après prolongation.
La Coupe intercontinentale peut être considérée comme un précurseur de la Coupe des confédérations, disputée pour la première fois en 1992. La Coupe Artemio Franchi est abandonnée lorsque la Coupe des confédérations prend son essor, sous l'autorité de la FIFA, à partir de 1997 : cette nouvelle compétition met en effet aux prises tous les champions continentaux en titre, dont par conséquent le vainqueur de l'Euro et celui de la Copa America.

### Renaissance
L'arrêt de la Coupe des confédérations en 2017 incite la CONMEBOL et l'UEFA à réfléchir sur un possible retour de la coupe intercontinentale, les champions d'Amérique du Sud et d'Europe n'ayant plus l'occasion de se rencontrer en compétition officielle en dehors de la Coupe du monde. Le 12 février 2020, les deux confédérations signent un protocole d'accord renouvelable destiné à renforcer la coopération entre les deux organisations. Dans le cadre de l'accord, une commission conjointe UEFA-CONMEBOL examine ainsi la possibilité d'organiser une série de matches intercontinentaux Europe-Amérique du Sud, en football masculin et féminin et dans les différentes tranches d'âge. Le 28 septembre 2021, l'UEFA et la CONMEBOL confirment que les vainqueurs du Championnat d'Europe et de la Copa América s'affronteraient à nouveau lors d'un match intercontinental, l'accord couvrant initialement trois éditions à partir de 2022.
Le 15 décembre 2021, l'UEFA et la CONMEBOL renouvellent leur protocole d'accord jusqu'en 2028, celui-ci comprenant notamment des dispositions spécifiques sur l'ouverture d'un bureau commun à Londres et l'organisation éventuelle de divers événements de football. Le 22 mars 2022, l'UEFA annonce que le nouveau nom de la Coupe Artemio Franchi serait « Coupe des champions CONMEBOL–UEFA ».
Le match de 2022, connu sous le nom de "Finalissima 2022", oppose l'Italie, championne d'Europe en 2021, à l'Argentine, victorieuse de la Copa América 2021, au stade de Wembley à Londres, en Angleterre. L'Argentine l'emporte sur le score de 3-0 et s'adjuge la Coupe Artemio-Franchi pour la deuxième fois.

## Palmarès

### Palmarès par édition
| Année | Pays hôte  | Vainqueur | Score               | Finaliste | Stade                                   | Affluence |
| ----- | ---------- | --------- | ------------------- | --------- | --------------------------------------- | --------- |
| 1985  | France     | France    | 2 − 0               | Uruguay   | Parc des Princes, Paris                 | 20 405    |
| 1993  | Argentine  | Argentine | 1− 1 ap (5 − 4) tab | Danemark  | Stade José María Minella, Mar del Plata | 34 683    |
| 2022  | Angleterre | Argentine | 3 − 0               | Italie    | Stade de Wembley, Londres               | 87 112    |

### Bilan par nation
| Rang | Équipe    | Vainqueur | Finaliste | Éditions remportées |
| ---- | --------- | --------- | --------- | ------------------- |
| 1    | Argentine | 2         | -         | 1993 et 2022        |
| 2    | France    | 1         | -         | 1985                |
| 3    | Danemark  | -         | 1         | -                   |
| 3    | Italie    | -         | 1         | -                   |
| 3    | Uruguay   | -         | 1         | -                   |

## Statistiques individuelles

### Meilleurs buteurs
| Buts | Joueurs             | Équipe    | Détails par édition |
| ---- | ------------------- | --------- | ------------------- |
| 1    | Claudio Caniggia    | Argentine | 1 en 1993           |
| 1    | Ángel Di María      | Argentine | 1 en 2022           |
| 1    | Paulo Dybala        | Argentine | 1 en 2022           |
| 1    | Lautaro Martínez    | Argentine | 1 en 2022           |
| 1    | Dominique Rocheteau | France    | 1 en 1985           |
| 1    | José Touré          | France    | 1 en 1985           |

### Meilleurs passeurs
| Passes | Joueurs           | Équipe    | Détails par édition |
| ------ | ----------------- | --------- | ------------------- |
| 2      | Lionel Messi      | Argentine | 2 en 2022           |
| 1      | Gabriel Batistuta | Argentine | 1 en 1993           |
| 1      | Alain Giresse     | France    | 1 en 1985           |
| 1      | Lautaro Martínez  | Argentine | 1 en 2022           |
| 1      | Michel Platini    | France    | 1 en 1985           |

## Matchs

### 1985
| 21 août 1985                           | France                                                                                           | 2 – 0   | Uruguay | Parc des Princes, Paris                      |                                              |
| 19:00 CEST · Historique des rencontres | ( Platini) Rocheteau 4e · ( Giresse) Touré 56e                                                   |         | | Spectateurs : 20 405 Arbitrage : Abel Gnecco | Spectateurs : 20 405 Arbitrage : Abel Gnecco |
| 19:00 CEST · Historique des rencontres |                                                                                                  | Rapport | 20e Diogo · 22e Pereyra · 65e Gutiérrez ·                                                                                                 | Spectateurs : 20 405 Arbitrage : Abel Gnecco | Spectateurs : 20 405 Arbitrage : Abel Gnecco |
| 19:00 CEST · Historique des rencontres | Bats - Bibard, Le Roux, Bossis, Ayache - Fernandez, Tusseau, Giresse, Platini - Touré, Rocheteau | Équipes | Rodríguez - Diogo, Gutiérrez, Pereyra, Batista - Barrios ( 77e Saralegui), Bossio, Santín, Ramos - Francescoli, Cabrera ( 77e Dalto (es)) | Spectateurs : 20 405 Arbitrage : Abel Gnecco | Spectateurs : 20 405 Arbitrage : Abel Gnecco |

### 1993
| 24 février 1993           | Argentine | 1 – 1 a. p.       | Danemark | José María Minella, Mar del Plata            |                                              |
| Historique des rencontres | ( Batistuta) Caniggia 30e |                   | 12e (csc) Craviotto | Spectateurs : 34 683 Arbitrage : Sándor Puhl | Spectateurs : 34 683 Arbitrage : Sándor Puhl |
| Historique des rencontres | Simeone 18e · Vázquez 22e · Craviotto 71e | Rapport           | 15e Kjeldbjerg · 17e Goldbæk · 69e Steen Nielsen · | Spectateurs : 34 683 Arbitrage : Sándor Puhl | Spectateurs : 34 683 Arbitrage : Sándor Puhl |
| Historique des rencontres | Maradona · Batistuta · Simeone · Mancuso · Caniggia · Saldaña (es)                                                                                 | Tirs au but 5 – 4 | Elstrup · Mølby · B. Nielsen · Vilfort · B. Laudrup · Goldbæk ·                                                                                       | Spectateurs : 34 683 Arbitrage : Sándor Puhl | Spectateurs : 34 683 Arbitrage : Sándor Puhl |
| Historique des rencontres | Goycochea - Craviotto ( 113e Saldaña (es)), Borelli, Vázquez, Altamirano, Simeone, Mancuso, Rodríguez ( 60e Franco), Maradona, Caniggia, Batistuta | Équipes           | Schmeichel - Olsen, Rieper, Kjeldberg, Piechnik ( 38e Steen Nielsen), Mølby, Goldbaek, Vilfort, H.Larsen ( 120+1e M. Larsen (da)), M.Laudrup, Elstrup | Spectateurs : 34 683 Arbitrage : Sándor Puhl | Spectateurs : 34 683 Arbitrage : Sándor Puhl |

### 2022
| 1er juin 2022                                  | Italie | 0 – 3   | Argentine | Stade de Wembley, Londres                                                       |                                                                                 |
| 19:45 heure locale · Historique des rencontres | | (0 – 2) | 28e Martínez (Messi ) · 45+1e Di María (Martínez ) · 90+4e Dybala (Messi ) | Spectateurs : 87 112 Arbitrage : Piero Maza Arbitre vidéo : Alejandro Hernández | Spectateurs : 87 112 Arbitrage : Piero Maza Arbitre vidéo : Alejandro Hernández |
| 19:45 heure locale · Historique des rencontres | Bonucci 39e · Di Lorenzo 72e · Barella 77e | Rapport | 23e Otamendi · | Spectateurs : 87 112 Arbitrage : Piero Maza Arbitre vidéo : Alejandro Hernández | Spectateurs : 87 112 Arbitrage : Piero Maza Arbitre vidéo : Alejandro Hernández |
| 19:45 heure locale · Historique des rencontres | Donnarumma - Di Lorenzo, Bonucci, Chiellini ( 46e Lazzari), Emerson ( 77e Bastoni) - Pessina ( 62e Spinazzola), Jorginho, Barella - Bernardeschi ( 46e Locatelli), Belotti ( 46e Scamacca), Raspadori | Équipes | E. Martínez - Molina, Romero ( 85e Pezzella), Otamendi, Tagliafico - De Paul ( 76e Palacios), Rodríguez, Lo Celso ( 90+1e Dybala) - Di María ( 90+1e González), La. Martínez ( 85e Álvarez), Messi | Spectateurs : 87 112 Arbitrage : Piero Maza Arbitre vidéo : Alejandro Hernández | Spectateurs : 87 112 Arbitrage : Piero Maza Arbitre vidéo : Alejandro Hernández |